# Flèche brabançonne féminine 2019
La 2e édition de la Flèche brabançonne féminine a eu lieu le 17 avril 2019. Elle fait partie du calendrier UCI en catégorie 1.1. Elle est remportée par la Belge Sofie de Vuyst.

## Présentation

### Parcours
Le parcours est modifié par rapport à l'année précédente. Il se dirige vers l'est. Plusieurs monts sont escaladés en début de course et plusieurs secteurs pavés à sa fin.

### Équipes
| Équipes féminines professionnelles (19)- Alé Cipollini - Aromitalia Vaiano - Astana Women's - BePink - Biehler Pro Cycling - Bigla - BTC City Ljubljana - CCC-Liv - Charente-Maritime Women Cycling - Doltcini-Van Eyck Sport - Eurotarget-Bianchi-Vitasana - Health Mate-Ladies Team - Lotto Soudal Ladies - Memorial Santos-Fupes - Mexx-Watersley International - Parkhotel Valkenburg-Destil - Sopela - Sunweb Women - Valcar Cylance Équipe féminines amateur (6)- Andy Schleck Cycles-Immo Losch - Brother UK-Tifosi-OnForm - Equano - Isorex - Rogelli-Gyproc - Wielerclub de sprinters Malderen |
| |

## Récit de la course
La formation Sunweb mène le peloton dans le Sollenberg, ce qui provoque une première sélection. Après la côte de la Lotsestraat, onze coureuses sortent. Parmi elles se trouvent notamment Floortje Mackaij et Sofie de Vuyst ainsi que quatre membres de l'équipe Sunweb. Le peloton réagit rapidement et les reprend. Sur le circuit urbain, un nouveau groupe d'échappée se forme avec Mackaij, de Vuyst et Pauliena Rooijakkers. Toutes les grandes équipes sont représentées, le peloton laisse alors filer. Toutefois, Marianne Vos sort du peloton pour revenir sur la tête, Pauliena Roijakkers se laisse détâcher du groupe de tête pour lui prêter main-forte. Cette réaction est néanmoins trop tardive et la victoire se joue au sprint parmi les coureuses en tête. Sofie de Vuyst s'impose devant Marta Cavalli et Coryn Rivera.

## Classements

### Classement final
| \| Classement général \| Classement général \| Classement général \| Classement général \| Classement général \| \| Coureuse \| Coureuse \| Pays \| Équipe \| Temps \| \| ------------------ \| ------------------ \| ------------------ \| -------------------- \| ------------------ \| \| 1re \| Sofie De Vuyst \| Belgique \| Parkhotel Valkenburg \| 3 h 28 min 56 s \| \| 2e \| Marta Cavalli \| Italie \| Valcar Cylance \| + 0 s \| \| 3e \| Coryn Rivera \| États-Unis \| Sunweb \| + 0 s \| \| 4e \| Elena Pirrone \| Italie \| Astana Women's Team \| + 0 s \| \| 5e \| Floortje Mackaij \| Pays-Bas \| Sunweb \| + 0 s \| \| 6e \| Julie Norman Leth \| Danemark \| Bigla \| + 0 s \| \| 7e \| Letizia Borghesi \| Italie \| Aromitalia Vaiano \| + 7 s \| \| 8e \| Leah Kirchmann \| Canada \| Sunweb \| + 23 s \| \| 9e \| Vittoria Guazzini \| Italie \| Valcar Cylance \| + 23 s \| \| 10e \| Marta Lach \| Pologne \| CCC-Liv \| + 23 s \| |                   |            |                      |                 |
| |                   |            |                      |                 |
| |                   |            |                      |                 |
| Classement général |                   |            |                      |                 |
| Coureuse | Coureuse          | Pays       | Équipe               | Temps           |
| 1re | Sofie De Vuyst    | Belgique   | Parkhotel Valkenburg | 3 h 28 min 56 s |
| 2e | Marta Cavalli     | Italie     | Valcar Cylance       | + 0 s           |
| 3e | Coryn Rivera      | États-Unis | Sunweb               | + 0 s           |
| 4e | Elena Pirrone     | Italie     | Astana Women's Team  | + 0 s           |
| 5e | Floortje Mackaij  | Pays-Bas   | Sunweb               | + 0 s           |
| 6e | Julie Norman Leth | Danemark   | Bigla                | + 0 s           |
| 7e | Letizia Borghesi  | Italie     | Aromitalia Vaiano    | + 7 s           |
| 8e | Leah Kirchmann    | Canada     | Sunweb               | + 23 s          |
| 9e | Vittoria Guazzini | Italie     | Valcar Cylance       | + 23 s          |
| 10e | Marta Lach        | Pologne    | CCC-Liv              | + 23 s          |

### Points UCI
| Position           | 1er | 2e | 3e | 4e | 5e | 6e | 7e | 8e | 9e | 10e | 11e | 12e | 13e à 15e | 16e à 25e |
| Classement général | 125 | 85 | 70 | 60 | 50 | 40 | 35 | 30 | 25 | 20  | 15  | 10  | 5         | 3         |

### Prix
Les prix suivants sont distribués :
| Position | 1er   | 2e    | 3e    | 4e    | 5e    | 6e    | 7e    | 8e    | 9e    | 10e  |
| Prix     | 379 € | 326 € | 272 € | 164 € | 152 € | 141 € | 130 € | 119 € | 109 € | 97 € |

En sus, la 11e gagne 87 €,  la 12e 76 €, la 13e 66 €, la 14e 53 €, la 15e 42 €. Les coureuses placées de la 16e à la 20e place  repartent avec 28 €.